# Kolejowa wieża ciśnień w Siguldzie
Kolejowa wieża ciśnień w Siguldzie – dawna wieża ciśnień znajdująca się w łotewskim mieście Sigulda, bezpośrednio przy zabudowaniach dworcowych na tamtejszej stacji kolejowej (Ausekļa iela).
Obiekt został wzniesiony w 1951. Jego zadaniem było zaopatrzenie w wodę parowozów kursujących z pociągami na linii Ryga – Valga. Po wycofaniu z użytkowania lokomotyw parowych wieża przez długi czas stała nieużytkowana. Obecnie pełni rolę ośrodka kulturalno-artystycznego „Siguldas toweris”. Na pierwszym piętrze umieszczono zdjęcia i informacje o historii budowli. Na piątym piętrze (ostatnim) zlokalizowano punkt widokowy. Remont wieży rozpoczęto w 2005, a oddano ją do użytku dla turystów 19 kwietnia 2009.